# Іван Шапоньїч
Іван Шапоньїч (серб. Иван Шапоњић; 2 серпня 1997, Нова Варош, СРЮ) — сербський футболіст, нападник іспанського клубу «Атлетіко». Чемпіон світу серед молодіжних команд 2015 року.

## Кар'єра

### Клубна
Шапоньїч починав грати у командах «Златар» (Нова Варош) і «Слобода» (Ужице), а потім перейшов до молодіжної академії «Партизана». 30 листопада 2013 року дебютував у чемпіонаті Сербії за «Партизан», вийшовши на заміну на 76-й хвилині гри зі «Спартаком» з Суботиці.
30 травня 2014 року Шапоньїч підписав перший професійний контракт з «Партизаном» на 3 роки. Перший м'яч в офіційному матчі він забив 8 квітня 2015 року, у повторному матчі півфіналу Кубка Сербії проти «Ягодини», а 13 квітня Шапоньїч забив перший м'яч у чемпіонаті Сербії в матчі проти ОФК (3:1 на користь «Партизана»). Став чемпіоном Сербії сезону-2014/15 з «Партизаном».
У січні 2016 року 18-річний Шапоньїч підписав контракт на п'ять років з лісабонською «Бенфікою». Сума трансферу з «Партизана» становила два мільйони євро.
Влітку 2019 року Шапоньїч перейшов до мадридського «Атлетіко». За 21-річного серба іспанці заплатили близько півмільйона євро. Він дебютував за нову команду 23 січня 2020 року в матчі Кубка Іспанії проти «Культураль Леонеси» (1:2 д.ч.), а вже за три дні, 26 січня, дебютував у Ла Лізі, коли вийшов на поле на 88-й хвилині замість Шиме Врсалько в домашній грі з «Леганесом» (0:0).
Так і не закріпившись в основі «матрацників», Шапоньїч 22 січня 2021 року став гравцем «Кадіса» на правах оренди. Дебютував за команди у грі проти свого основного клубу, мадридського «Атлетіко». Він відіграв 25 хвилин, вийшовши на заміну замість Ентоні Лосано, але його команда програла 2:4. Шапоньїч повернувся до «Атлетіко» через шість місяців, зігравши за «Кадіс» лише 9 ігор, але більше за мадридців теж не провів жодної гри і у січні 2022 року контракт було розірвано за обопільною згодою.
У січні 2022 року підписав контракт з чинним чемпіоном Словаччини, клубом «Слован» (Братислава). У дебютному сезоні 2021/22 він допоміг своєму клубу здобути четвертий титул чемпіона Словаччини поспіль.

### У збірній
Шапоньїч грав за юнацькі збірні Сербії різного віку. Грав у відбіркових турнірах чемпіонату Європи 2014 року (до 17 років) та чемпіонату Європи 2015 року (до 19 років). Обидва рази ставав одним з найкращих бомбардирів збірної (разом з Лукою Йовичем), але обидва рази серби не змогли вийти у фінальні турніри.
Шапоньїч потрапив до заявки молодіжної збірної на чемпіонат світу 2015 року. На турнірі у Шапоньїча — два вирішальні голи: в 1/8 фіналу в матчі проти збірної Угорщини він у доданий час зрівняв рахунок, а в півфінальному матчі проти збірної Малі у додатковий час забив переможний м'яч. Відігравши у фінальній грі з Бразилією 95 хвилин, Шапоньїч став чемпіоном світу.

## Статистика гравців
Станом на 21 травня 2022
| Клуб                | Сезон              | Ліга | Ліга | Кубок | Кубок | Європа | Європа | Інші | Інші | Загалом | Загалом |
| Клуб                | Сезон              | Ігри | Голи | Ігри  | Голи  | Ігри   | Голи   | Ігри | Голи | Ігри    | Голи    |
| ------------------- | ------------------ | ---- | ---- | ----- | ----- | ------ | ------ | ---- | ---- | ------- | ------- |
| Партизан            | 2013–14            | 1    | 0    | 0     | 0     | 0      | 0      | —    | —    | 1       | 0       |
| Партизан            | 2014–15            | 14   | 4    | 2     | 1     | 0      | 0      | —    | —    | 16      | 5       |
| Партизан            | 2015–16            | 17   | 3    | 1     | 2     | 7      | 1      | —    | —    | 25      | 6       |
| Партизан            | Загалом            | 32   | 7    | 3     | 3     | 7      | 1      | —    | —    | 42      | 11      |
| Бенфіка Б           | 2015–16            | 19   | 5    | —     | —     | —      | —      | —    | —    | 19      | 5       |
| Бенфіка Б           | 2016–17            | 21   | 3    | —     | —     | —      | —      | —    | —    | 21      | 3       |
| Бенфіка Б           | 2018–19            | 28   | 6    | —     | —     | —      | —      | —    | —    | 21      | 3       |
| Бенфіка Б           | Загалом            | 68   | 14   | —     | —     | —      | —      | —    | —    | 68      | 14      |
| Зюлте-Варегем       | 2017–18            | 21   | 5    | 2     | 1     | 5      | 0      | 10   | 1    | 38      | 7       |
| Атлетіко (Мадрид)   | 2019–20            | 2    | 0    | 1     | 0     | 0      | 0      | 0    | 0    | 3       | 0       |
| Атлетіко (Мадрид)   | 2020–21            | 0    | 0    | 2     | 0     | 0      | 0      | —    | —    | 2       | 0       |
| Атлетіко (Мадрид)   | Загалом            | 2    | 0    | 3     | 0     | 0      | 0      | 0    | 0    | 5       | 0       |
| Кадіс               | 2020–21            | 9    | 1    | —     | —     | —      | —      | —    | —    | 9       | 1       |
| Слован (Братислава) | 2021–22            | 11   | 4    | 5     | 0     | —      | —      | —    | —    | 16      | 4       |
| Загалом за кар'єру  | Загалом за кар'єру | 143  | 31   | 13    | 4     | 12     | 1      | 11   | 1    | 179     | 37      |

## Досягнення
- Чемпіон Сербії: 2014/15
- Чемпіон світу серед молодіжних команд: 2015
- Чемпіон Словаччини: 2021/22